# 精靈寶可夢 究極之日／究極之月
《精靈寶可夢 究极之日／究极之月》是由GAME FREAK開發，任天堂與寶可夢公司發行於任天堂3DS平台的遊戲，在2017年11月17日發售。
本作為《精靈寶可夢 太陽／月亮》的加強版作品，追加了新的寶可夢與功能等元素，劇情著重在传说的宝可梦奈克洛茲瑪上。

## 新增要素
游戏中新增了与故事紧密相关的组织“究极调查队”。在主線劇情結束後，玩家会遭遇新的敌对组织“彩虹火箭队”，其集结了所有历代的敌对组织首领，并以坂木作为整个组织的首领。同时，游戏中也增加了许多新地点，包括究极之洞、究极大都会、阿罗拉摄影俱乐部、代理人对战等。
本作增加了新的宝可梦，其中包括奈克洛茲瑪的两种新形态：「黃昏之鬃」與「拂晓之翼」，也被稱作日蝕與月蝕奈克洛茲瑪、鬃岩狼人的新形态「黄昏的样子」，與三只新的究极异兽「ＵＢ：沾黏」、「ＵＢ：爆炸」和「ＵＢ：堆砌」，以及新的幻之寶可夢「捷拉奧拉」。
本作的阿羅拉圖鑑與《精灵宝可梦 太阳／月亮》不同，可以遇到與前作不同的寶可夢，總量也增至400隻以上。玩家可以透過“岛屿扫描”遇到小火龍、森林蜥蜴、甲賀忍蛙等之前無法遭遇的宝可梦。玩家也可以透過「究極空間跳躍騎行」穿越究極之洞，在究極空間中捕捉历代传说的宝可梦。
原先的游戏中的“Z手环”在本作更换成“Z强力手环”，玩家也可以使用更多种“Z招式”，索爾迦雷歐和日蚀奈克洛茲瑪专用的“日光回旋下苍穹”、露奈雅拉和月蚀奈克洛茲瑪专用的“月华飞溅落灵霄”、鬃岩狼人专用的“狼啸石牙飓风暴”和杖尾鱗甲龍专用的“炽魂热舞烈音爆”。
除此之外，还有各种各样的新功能和特点，包括可以通过收集“霸主贴纸”把“霸主宝可梦”变成伙伴、新的坐骑宝可梦“巨翅飛魚冲浪”以及支持“宝可梦全球连接”。主角的伙伴“洛托姆图鉴”现在也增加了许多新功能，例如能够获得特别道具的“洛托碰碰”以及可以让玩家多使用一次Z招式的“Z洛托姆之力”。

## 販售特典
作為搶先購入特典，玩家可以於2017年11月17日至隔年1月10日之間，選擇透過網路接收神秘禮物，便可获得特殊的岩狗狗，进化後为「黄昏的样子」的鬃岩狼人。
在當地時間2017年9月22日9点起，在指定店铺购买游戏可获得數量有限的《精灵宝可梦 太阳 ／月亮》100级的异色的银伴战兽兌換序號。
配合電影《劇場版 精靈寶可夢 就決定是你了！》在台灣與遊戲同步於11月17日上映，预购电影的首映见面会单张电影票，就可以获得小智的皮卡丘（初始帽子）禮物卡。透過游戏中的“QR扫描”便可在游戏獲得。
配合電影《劇場版 精靈寶可夢 我們的故事》上映，觀影的玩家可以透過特別禮物卡，獲得幻之寶可夢「捷拉奧拉」。

## 反響
本作截至2022年9月，共於全世界售出912萬份，成為暢銷任天堂3DS游戏中的第九名。

## 外部連結
- 官方网站：繁體中文、简体中文、日本、北美